# Autodrom CzechRing
Das Autodrom CzechRing ist eine Motorsport-Rennstrecke im Park 360 in Hradec Králové in Tschechien, die im September 2011 eröffnet wurde. Es ist das drittlängste Autodrom des Landes und wird vom Ex-Rennfahrer Karel Pohner betrieben.

## Geschichte
Die Strecke wurde 2011 auf dem ehemals militärisch genutzten Teil des Flughafens Hradec Králové errichtet. 2016 wurde in direkter Nachbarschaft ein Verkehrssicherheitszentrum gebaut.
Im Oktober 2022 fand ein 24h Wettbewerb der eco Grand Prix Electric Car Endurance Series auf dem Kurs statt.

## Sonstiges
Das Autodrom hat zwei Streckenvarianten von 1,7 bzw. 1,3 km Länge, die in beide Richtungen befahrbar sind, mit der Möglichkeit einer zusätzlichen Schikane. Die Streckenführung verfügt über eine überbrückte Kreuzung, die wie die beiden Rundkurse mit einer Asphaltdecke versehen ist. Zu diesem Brückenbauwerk gehört auch ein Fußgängerüberweg, der die Überquerung der Hauptstrecke ermöglicht.
Neben mehreren Streckenvarianten mit unterschiedlichen Belägen verfügt der Komplex über ein eingezäuntes Gelände mit Parklandschaft, einen Parkplatz für bis zu 10.000 Autos, ein großes Service-Depot, eine Konzertbühne und Verkaufsstände.